# Stade Mohamed-Benhaddad
Le stade Mohamed-Benhaddad (en arabe : ملعب محمد بن حداد) est situé à Kouba, le RC Kouba y joue ses matches sur ce football, il peut accueillir 15 000 spectateurs Supporteurs.

## Histoire
Le stade municipal de Kouba est inauguré le 15 juin 1949 en présence de Marcel-Edmond Naegelen, ministre gouverneur de l'Algérie française. Il était considéré à l'époque comme le plus grand d'Afrique. 
Il était le stade de l'AS Kouba, club disparu en 1962 mais aussi du RC Kouba jusqu'à aujourd'hui, ainsi que d'autres clubs de la commune.
À l'indépendance de l'Algérie, le stade a été nommé Mohamed-Benhaddad, du nom d'un des fondateurs du RC Kouba, ancien volleyeur au MC Alger et militant pour l'indépendance de l'Algérie, porté disparu en 1957.

## Galerie

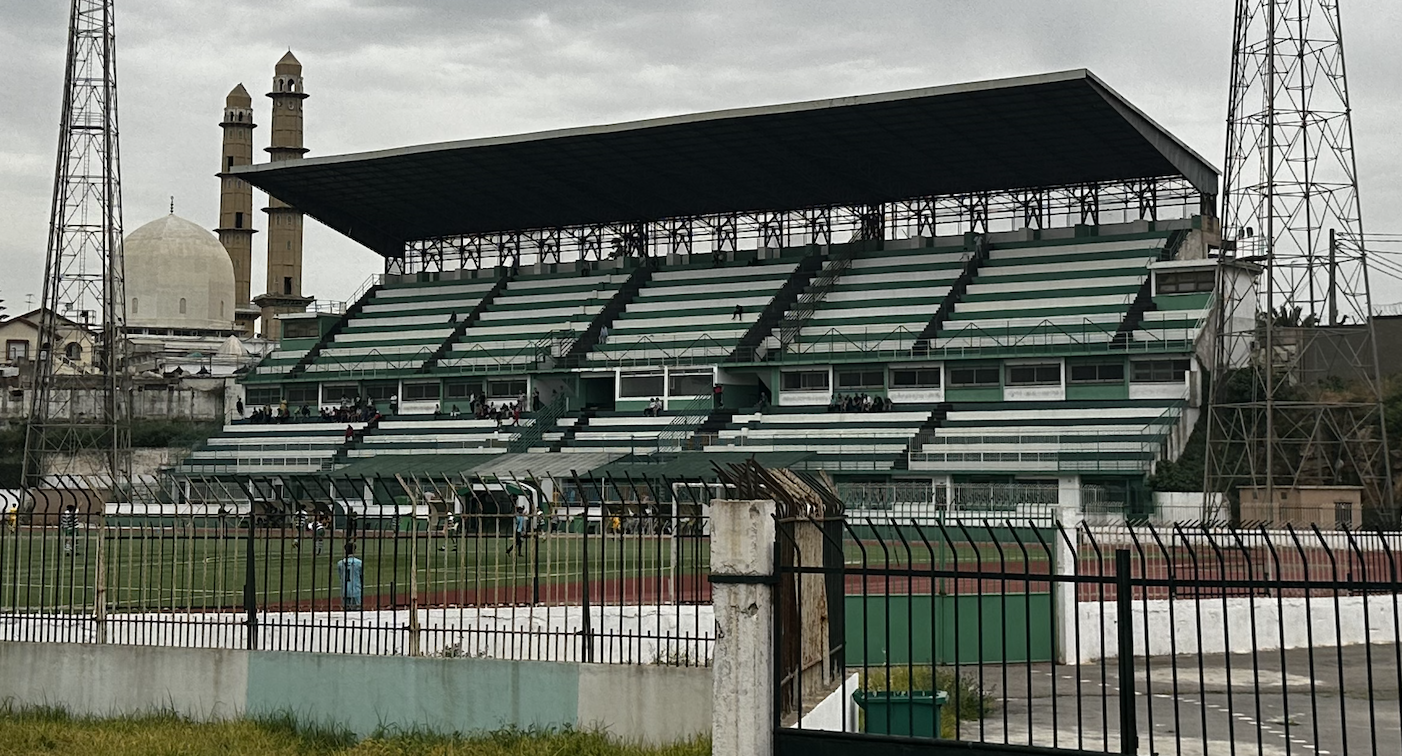
Vue sur le terrain et la tribune d'honneur.
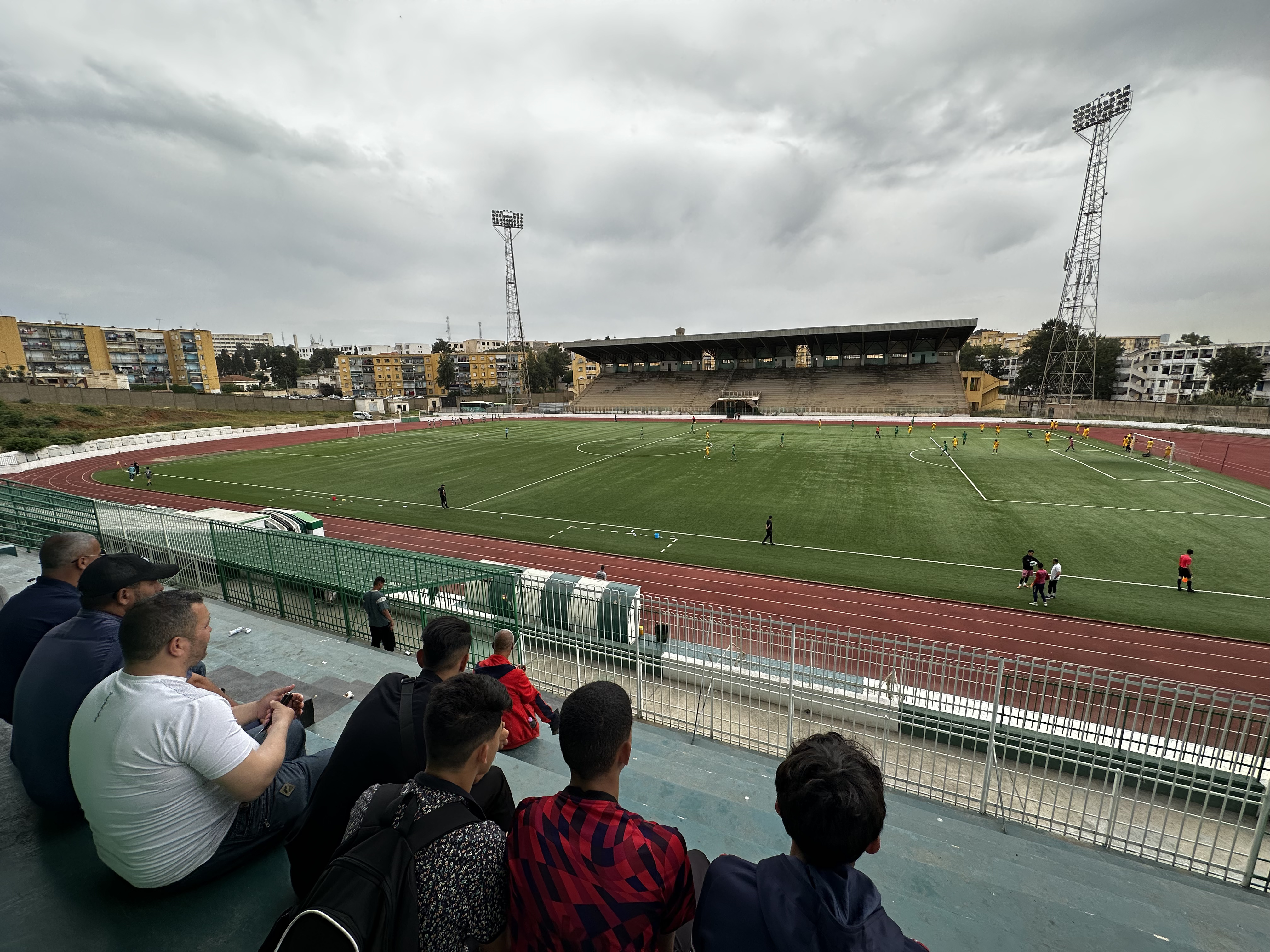
Vue depuis la tribune d'honneur
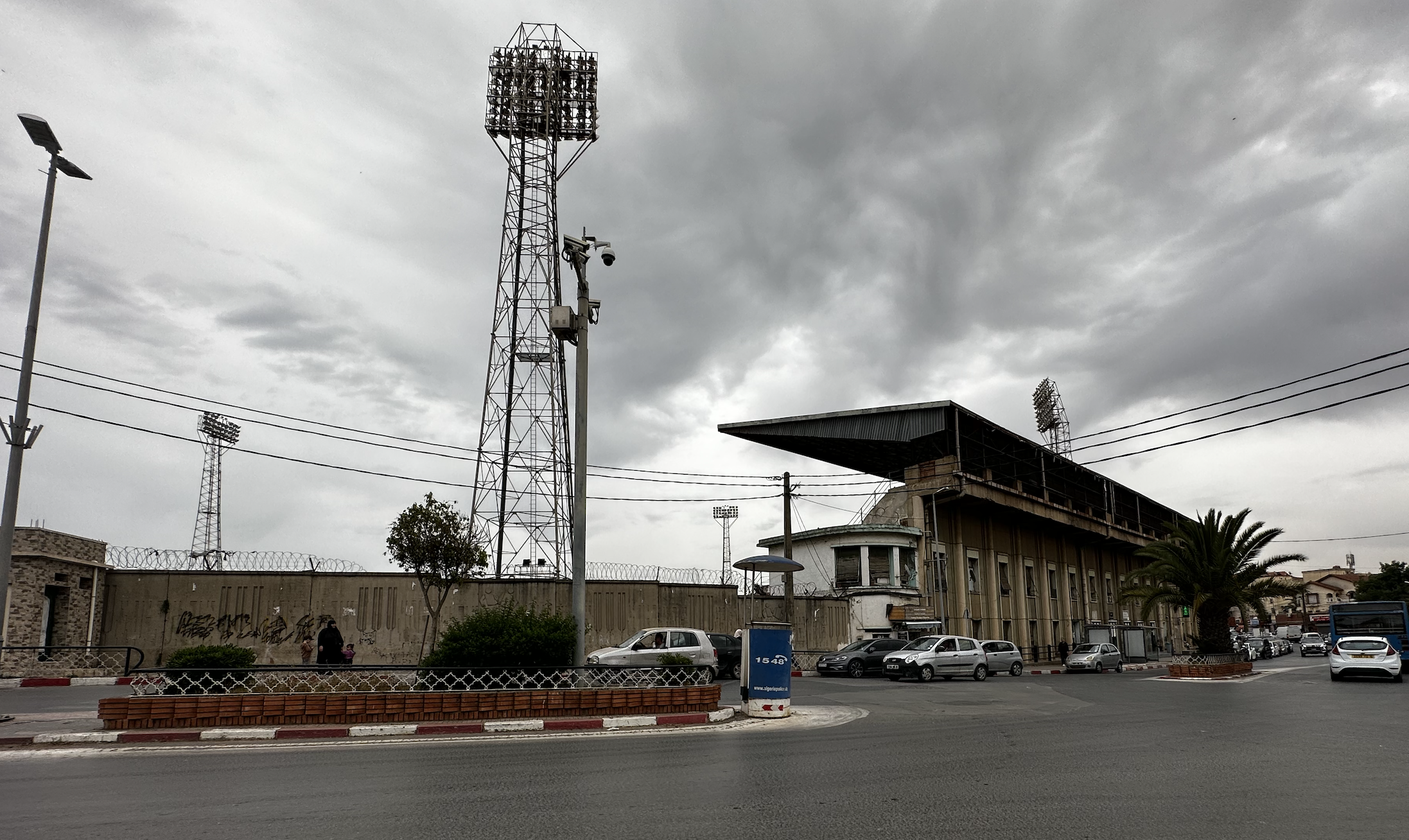
Vue depuis le croisement des rues Mohamed-Bag, Mohamed-Fellah et Tahar-Laalam